# Aberfeldy River
Aberfeldy River är en 49 km lång flod i delstaten Victoria i Australien. Den bildas vid sammanflödet av Aberfeldy River North Branch och Oriental Creek nedanför Mount Selma i Great Dividing Range, flyter först i sydvästlig riktning och sedan sydlig för att mynna i Thomson River strax norr om Rawson.